# Dennis Day
Dennis Day, pseudonimo di Owen Patrick Eugene McNulty (The Bronx, 21 maggio 1916 – Los Angeles, 22 giugno 1988), è stato un attore statunitense.

## Filmografia parziale

### Cinema
- Buck Benny Rides Again, regia di Mark Sandrich (1940)
- Ciao bellezza! (The Powers Girl), regia di Norman Z. McLeod (1943)
- Bagliori a Manhattan (Music in Manhattan), regia di John H. Auer (1944)
- I'll Get By, regia di Richard Sale (1950)
- Un'avventura meravigliosa (Golden Girl), regia di Lloyd Bacon (1951)
- The Girl Next Door, regia di Richard Sale (1953)
- Won Ton Ton, il cane che salvò Hollywood (Won Ton Ton, the Dog Who Saved Hollywood), regia di Michael Winner (1976)

### Televisione
- The Jack Benny Program – serie TV, 129 episodi (1951-1965)
- The RCA Victor Show – serie TV, 3 episodi (1953)
- Navy Log – serie TV, episodio 3x24 (1958)
- Alfred Hitchcock presenta (Alfred Hitchcock Presents) – serie TV, episodio 4x26 (1959)